# Tomás de Liniers y Pidal
Tomás de Liniers y Pidal (Madrid, 17 de maig de 1913 - 13 de gener de 1987) va ser un militar espanyol, cap d'Estat Major de l'Exèrcit de Terra durant la transició democràtica.
Era fill del comandant de cavalleria Tomás de Liniers y Muguiro (1887-1941) i net d'Alejandro Pidal y Mon. Va ingressar a l'Acadèmia General Militar en 1929, i en 1933 ascendí a tinent de cavalleria. Fou empresonat durant la guerra civil espanyola i en 1939 fou ascendit a capità. En 1945 fou ascendit a comandant i en 1957 a tinent coronel. En 1970 va ascendir a general de brigada. Fou professor a l'Escola d'Estat Major i al Centre Superior d'Estudis de la Defensa Nacional. En 1973 fou ascendit a general de divisió, alhora fou nomenat comandant general i delegat del govern a Melilla. En octubre 1976 fou ascendit a tinent general i nomenat Capità general de Canàries. En 1977 fou nomenat cap del Consell Suprem de Justícia Militar, i en maig de 1978 fou nomenat cap d'Estat Major de l'Exèrcit de Terra. Deixà el càrrec el 18 de maig de 1979, quan va passar a situació B.
En 1999 fou promogut a general de l'exèrcit a títol pòstum.